# Jacqueline Boatswain
Jacqueline Boatswain (a veces acreditada como Jacqui Boatswain) es una actriz inglesa.

## Carrera
Es conocida por interpretar a la directora Bassinger en el drama escolar de larga duración de la BBC, Grange Hill, desde 2003 hasta 2006. El nombre del personaje nunca ha sido revelado, pero según el letrero afuera de su oficina de directora comienza con "S". La Sra. Bassinger no fue vista durante la serie en 2007, su papel en el programa fue asumido por Cathy Tyson como subdirectora, Miss Gayle. No se sabía si Boatswain regresaría a Grange Hill, sin embargo, el show ha sido cancelado. Además de Grange Hill, Boatswain ha aparecido en Casualty y como sargento de custodia policial en el drama diurno de la BBC Doctors. También tiene una amplia experiencia en teatro. En octubre de 2013, apareció en Adult Supervision de Sarah Rutherford en el Park Theatre (Londres).
También ha aparecido en Life on Mars y The Royal. En 2013, se unió al elenco de la popular serie dramática de comedia de Channel 4, Shameless, para la última serie interpretando a Patreesha St. Rose. También interpretó a Victoria Sweeney en Wolfblood de 2014 a 2016 y a Eileen the Crow en el videojuego Bloodborne de 2015. Boatswain se unió al elenco del serial televisivo de Channel 4, Hollyoaks, como miembro habitual del elenco, Simone Loveday, el 20 de febrero de 2015. Hollyoaks transmitió una semana especial Ven a cenar conmigo para celebrar su vigésimo aniversario, con Boatswain como uno de los miembros del elenco como coanfitriona. Boatswain dejó Hollyoaks a finales de 2018 y su salida se emitió el 23 de enero de 2019. En 2018, también interpretó el papel de Monique en BBC Drama Collateral. En 2020, Boatswain apareció en la serie de televisión de la BBC Shakespeare & Hathaway: Private Investigators en el episodio 3.6 "Reputation, reputation, reputation!" como Odette Dixon. Luego, en octubre de 2021, apareció en un episodio de la telenovela de la BBC Doctors como Heather Derby.

## Filmografía

### Cine
| Año  | Título                                           | Papel                      | Notas |
| ---- | ------------------------------------------------ | -------------------------- | ----- |
| 2004 | London Voodoo                                    | Ruth                       |       |
| 2014 | Coriolanus                                       | Valeria, Fourth Citizen    |       |
| 2019 | National Theatre Live: Small Island              | Miss Ma                    |       |
| 2022 | Animales fantásticos: los secretos de Dumbledore | Ida Webb (bruja británica) |       |

### Televisión
| Año                         | Título                                        | Papel                                                                    | Notes                                           |
| --------------------------- | --------------------------------------------- | ------------------------------------------------------------------------ | ----------------------------------------------- |
| 1988                        | Enano Rojo                                    | Bailarina                                                                | Episodio: "Parallel Universe"                   |
| 1989                        | Goldeneye                                     | Bailarina en club de apuestas                                            | Película de televisión                          |
| 1990                        | A bit of Fry and Laurie                       | Bailarina                                                                | Episodio #2.1                                   |
| 2001, 2003–2004, 2014, 2021 | Doctors                                       | Celeste Baptiste / Sargento de custodia / Sargento Bevan / Heather Derby | 6 episodios                                     |
| 2002–2005                   | Casualty                                      | Karen Blythe / Diamond Cusack                                            | 4 episodios                                     |
| 2003–2005                   | Grange Hill                                   | Mrs. Bassinger                                                           | 50 episodios                                    |
| 2007                        | Life on Mars                                  | Oficial 1                                                                | Episodio #2.8                                   |
| 2007                        | The Royal                                     | Safi                                                                     | 2 episodios                                     |
| 2007                        | Little Devil                                  | Bernie                                                                   | Episodio #1.3                                   |
| 2008                        | Mistresses                                    | Jenny                                                                    | Episodio: "Men Behaving Badly"                  |
| 2008                        | Torchwood                                     | Plummer                                                                  | Episodio: "Reset"                               |
| 2011                        | Silk                                          | Abogado de Turley                                                        | Episodio #1.5                                   |
| 2011                        | The Importance of Being Whatever              | Kathy                                                                    | 2 episodios                                     |
| 2013                        | Shameless                                     | Patreesha St Rose                                                        | 9 episodios                                     |
| 2014                        | In the Club                                   | Louise                                                                   | 3 episodios                                     |
| 2014                        | Bad Education                                 | Gobernador                                                               | Episodio: "Strike"                              |
| 2014–2016                   | Wolfblood                                     | Victoria                                                                 | 10 episodios                                    |
| 2014–2018                   | Cuckoo                                        | Jane                                                                     | 6 episodios                                     |
| 2015                        | Banana                                        | Pamela Scott                                                             | Episodio #1.2                                   |
| 2015                        | River                                         | Ursula                                                                   | Episodio #1.1                                   |
| 2015–2019                   | Hollyoaks                                     | Simone Loveday                                                           | 246 episodios                                   |
| 2017                        | Hospital People                               | Doctor                                                                   | 3 episodios                                     |
| 2018                        | Collateral                                    | Monique                                                                  | 3 episodios                                     |
| 2019                        | Carnival Row                                  | Mima Blodwen                                                             | 4 episodios                                     |
| 2020                        | Bancroft                                      | Jefe de policía Frances Holland                                          | 3 episodios                                     |
| 2020                        | Vera                                          | Sarah Ashers                                                             | Episodio: "Dirty"                               |
| 2020                        | Shakespeare & Hathaway: Private Investigators | Odette Dixon                                                             | Episodio: "Reputation, Reputation, Reputation!" |
| 2020                        | Miracle Workers                               | Queen Gamillagoor                                                        | Episodio: "Dark Ages: Holiday"                  |
| 2020                        | Alex Rider                                    | Oficial de inmigración Powell                                            | Episodio: "Episode One"                         |
| 2020                        | Strike                                        | Claire Morbury                                                           | Episodio: "Lethal White: Part 1"                |
| 2020                        | Agatha and the Midnight Murders               | Audrey Evans                                                             | Película de televisión                          |
| 2021                        | Finding Alice                                 | Administradora                                                           | Episodio #1.5                                   |
| 2022                        | Midsomer Murders                              | Rachel Taylor                                                            | Episodio: "The Scarecrow Murders"               |
| 2023                        | Crimen en el paraíso                          | Babette François                                                         |                                                 |

### Videojuegos
| Año  | Título                                | Papel                                | Notas |
| ---- | ------------------------------------- | ------------------------------------ | ----- |
| 2013 | Assassin's Creed IV: Black Flag       | Voces adicionales en el multijugador |       |
| 2015 | Bloodborne                            | Eileen the Crow / Yharnamite (F1)    |       |
| 2017 | Xenoblade Chronicles 2                | Voces adicionales                    |       |
| 2018 | World of Warcraft: Battle for Azeroth | Voz                                  |       |